# Ковачевич, Фердинанд

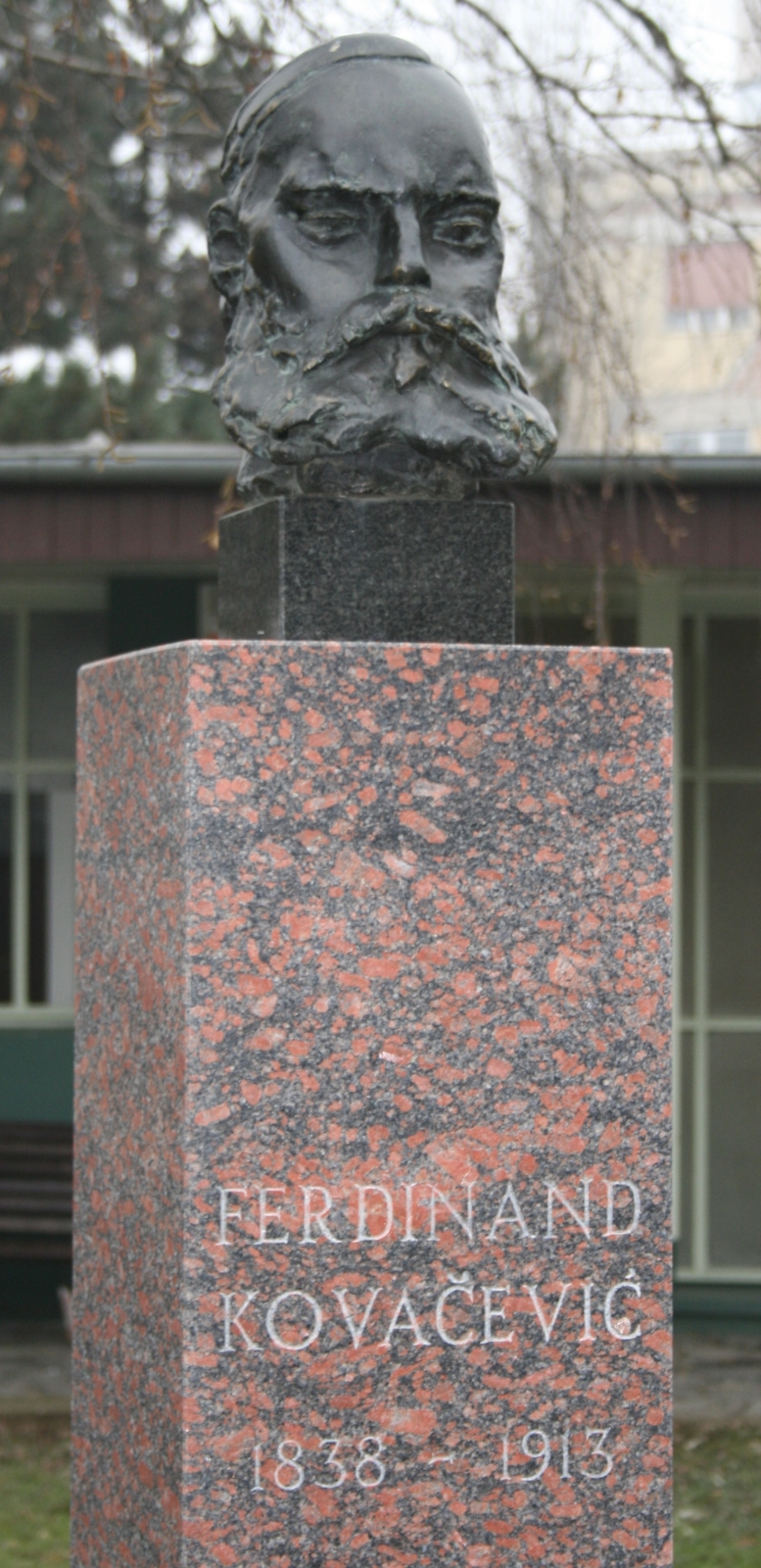
Бюст Фердинанда Ковачевича перед Техническим музеем Загреба

Фердинанд Ковачевич (хорв. Ferdinand Kovačević; 25 апреля 1838, Смилян близ г. Госпич, Австрийская империя — 27 мая 1913, Загреб, Австро-Венгрия) — хорватский электротехник, специалист в области электротелеграфии, изобретатель. Один из пионеров телеграфии.

## Биография
Представитель княжеского рода. Образование получил в Военной академии Вены. В 1859 году участвовал в Австро-итало-французской войне. В качестве артиллерийского лейтенанта служил до 1866 года, после чего был назначен в Телеграфную администрацию в Йозефштадте (ныне Чешская Республика).
С 1870 года возглавлял Телеграфную инспекцию Хорватии и Славонии, с 1872 года — секретарь Дирекции телеграфного управления Хорватии и Славонии.
Изобретатель. Автор ряда усовершенствований электрического телеграфа. В 1872 году во всей Австро-Венгрии вступил в действие усовершенствованный телеграфный аппарат Ковачевича системы Морзе. В 1874 году он изобрёл, так называемое, дуплексное соединение телеграфной передачи, запатентованное им в 1876 году в Вене и Будапеште.
Опубликовал ряд статей в профессиональных журналах Праги, Вены, Берна и Берлина, три книги на немецком языке и первую специальную книгу в области электротехники на хорватском языке «Elektromagnetični brzojav — osobitim obzirom na poštansko-brzojavne otpravnike» (1892).
С 1886 года — член Общества электротехников в Вене.
Отец художника Фердо Ковачевича (1870—1927).